# Marc Meneau

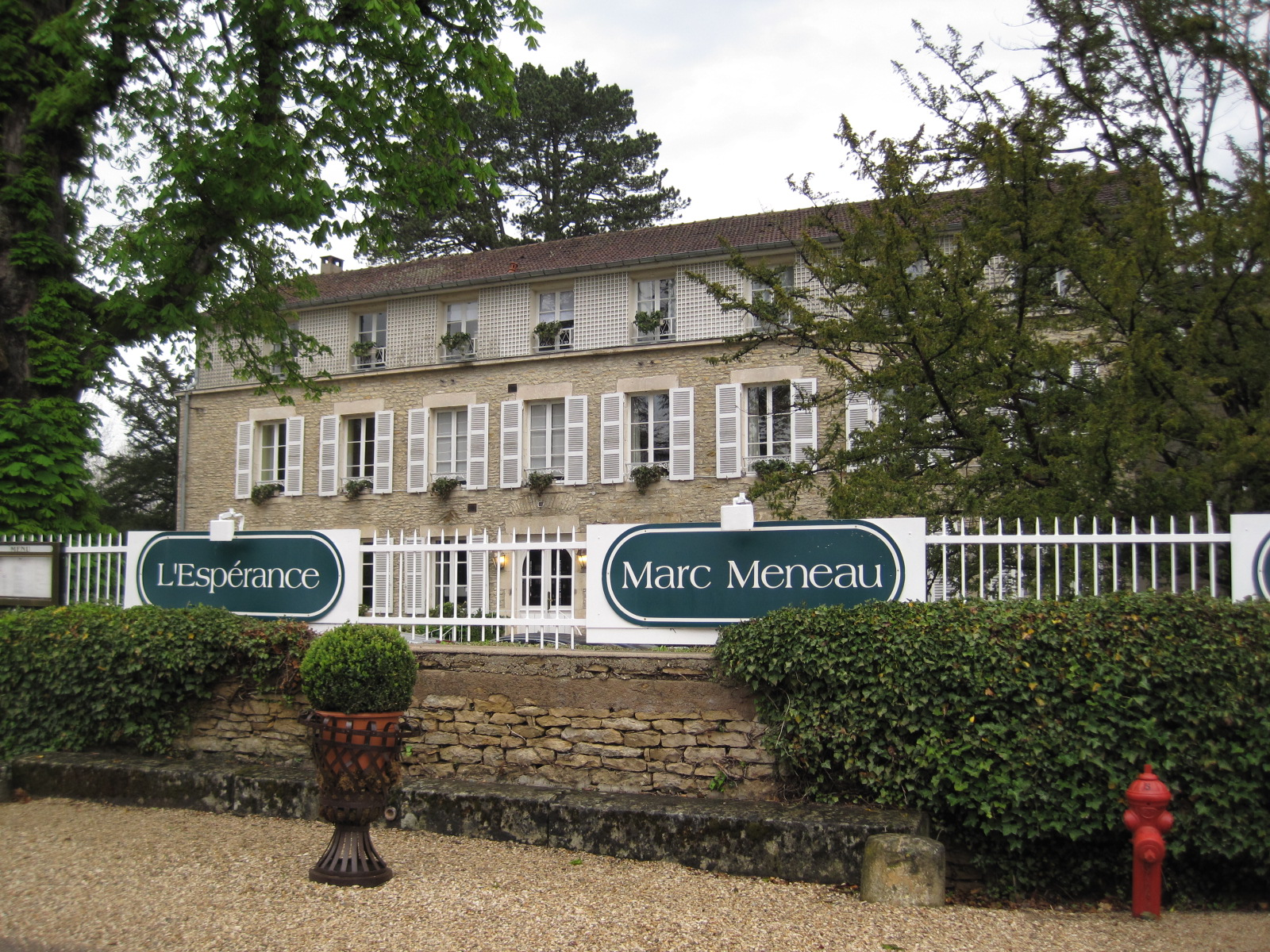
Meneaus Restaurant L’Espérance

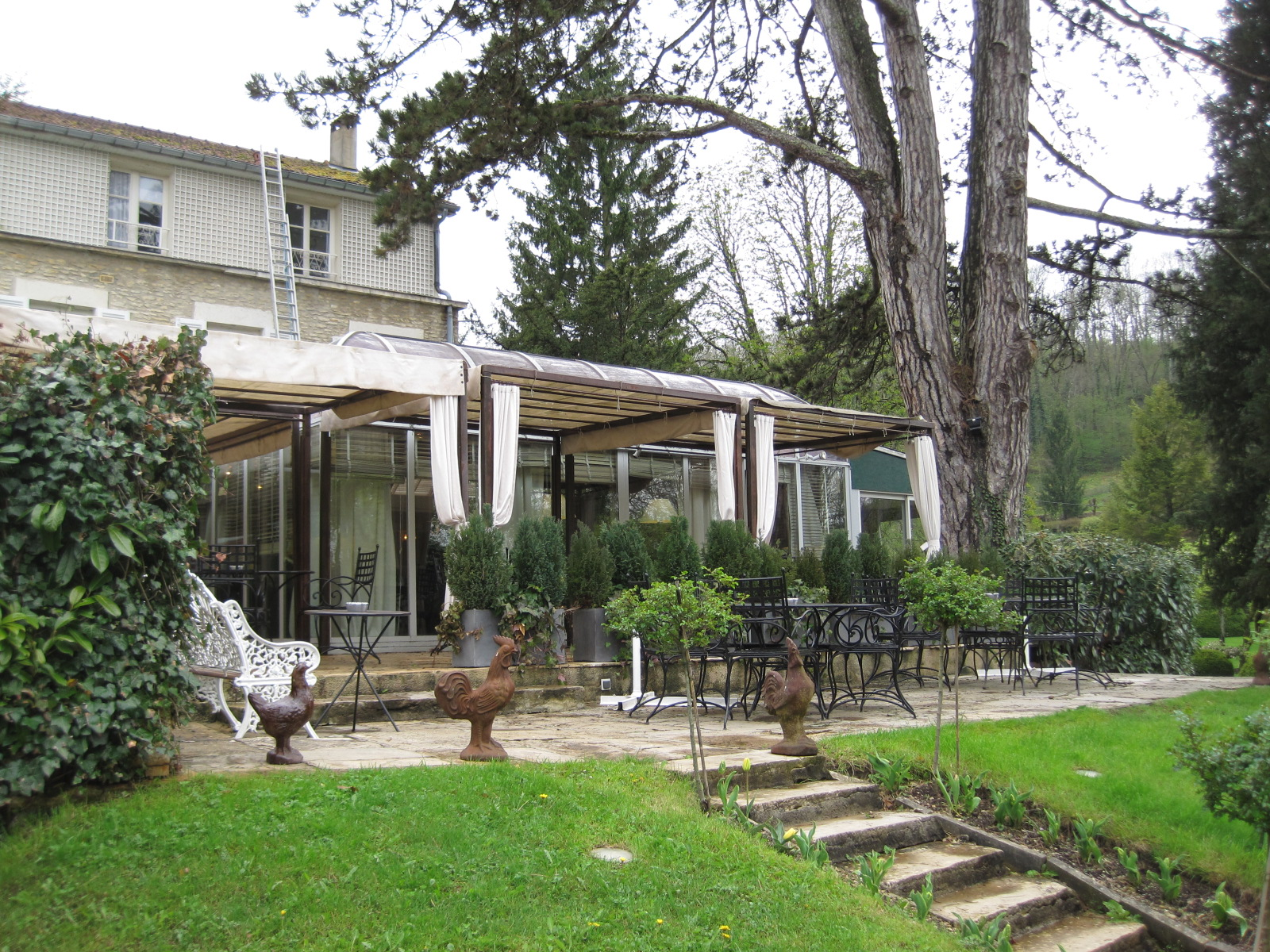
Gartenseite des Restaurants L’Espérance

Marc Meneau (* 27. Oktober 1943 in Saint-Père; † 9. Dezember 2020 in Auxerre) war ein französischer Koch. 

## Werdegang
Meneau studierte ab 1961 an der Straßburger Hotelfachschule Lycée hôtelier de Strasbourg. 1966 übernahm er das Lebensmittelgeschäft seiner Mutter in Saint-Père-sous-Vézelay und eröffnete dort zudem ein Restaurant. 
1972 erhielt er seinen ersten Michelin-Stern und zog im gleichen Ort Saint-Père in ein größeres Lokal, das er L’Espérance taufte. 1975 wurde ihm der zweite Michelin-Stern verliehen.  
1983 erhielt sein Restaurant die maximalen drei Sterne im Guide Michelin und 19 von 20 Punkten im Gault Millau, der ihn auch zum „Besten französischen Koch des Jahres“ kürte. Er pflanzte 16 Hektar Chardonnay-Reben zur Wiederbelebung des Weißweines Bourgogne-vézelay AOC. 
1999 verlor er seinen dritten Michelin-Stern, erhielt ihn jedoch 2004 für vier Jahre zurück. Im Jahre 2004 tat er sich mit dem Industriellen François Schneider zusammen, gründete die Gesellschaft Société des Domaines de L’Espérance et du Roncemay (Sder) und eröffnete in Kanton Aillant-sur-Tholon die Freizeit- und Gourmetanlage Les domaines de l’Espérance et du Roncemay. Diese Investition brachte Meneau in finanzielle Schwierigkeiten. Im Januar 2007 meldete das Unternehmen Sder Insolvenz an. Ab 2008 wurde Meneau mit zwei Michelin-Sternen ausgezeichnet. 2010 eröffnete er seinen eigenen Gemüsegarten mit zertifizierten biologischen Produkten.
Im Februar 2015 war sein Restaurant mit sieben Millionen Euro Schulden insolvent und musste geschlossen werden. Im November 2016 wurde das Restaurant von der Hôtel & Food Disrpt Partners übernommen, die von Alain Ducasse und Guillaume Multrier gegründet wurden. Marc Meneau und sein Sohn Pierre sollten drei Jahre als Berater tätig sein.

## Auszeichnungen
- 1972: Erster Stern im Guide Michelin
- 1975: Zweiter Stern im Guide Michelin
- 1983: Dritter Stern im Guide Michelin